# Глушинское
Глушинское (пол. Jezioro Głuszyńskie) — озеро ледникового происхождения в Польше в Куявско-Поморском воеводстве в Радзеювском повяте у города Радзеюв. Через озеро протекает река Згловёнчка.
Озеро богато флорой и фауной. Берега во многих местах скрыты зарослями, которые служат отличным домом для птиц, среди которых преобладают чайки, утки, гуси и лебеди. Птиц привлекает обилие рыбы в водах Глушинского озера (окунь, плотва, краснопёрка, лещ, щука, сиг, угорь, сом, толстолобик, налим и др.).

## Галерея

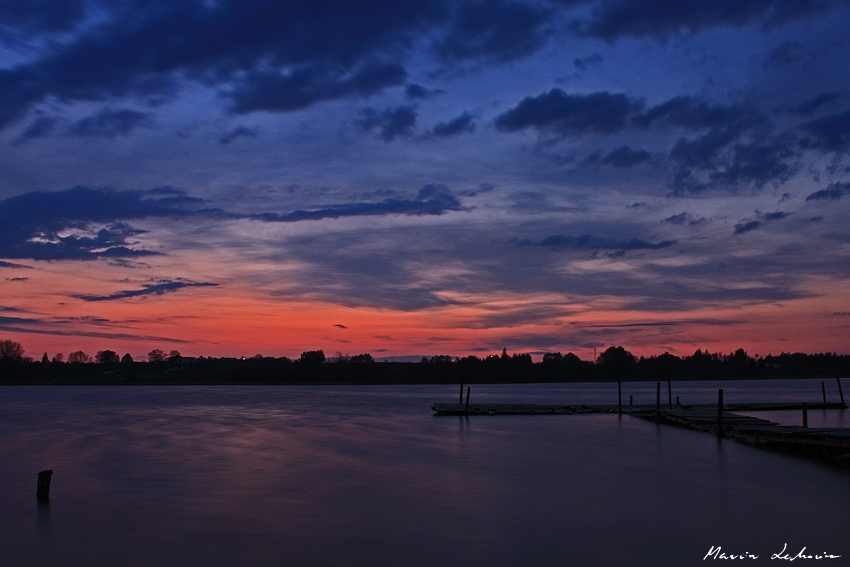
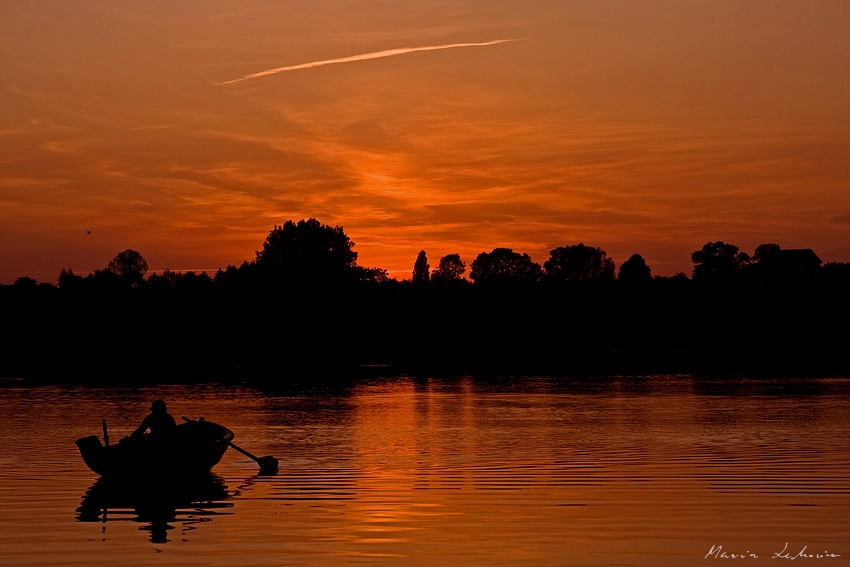
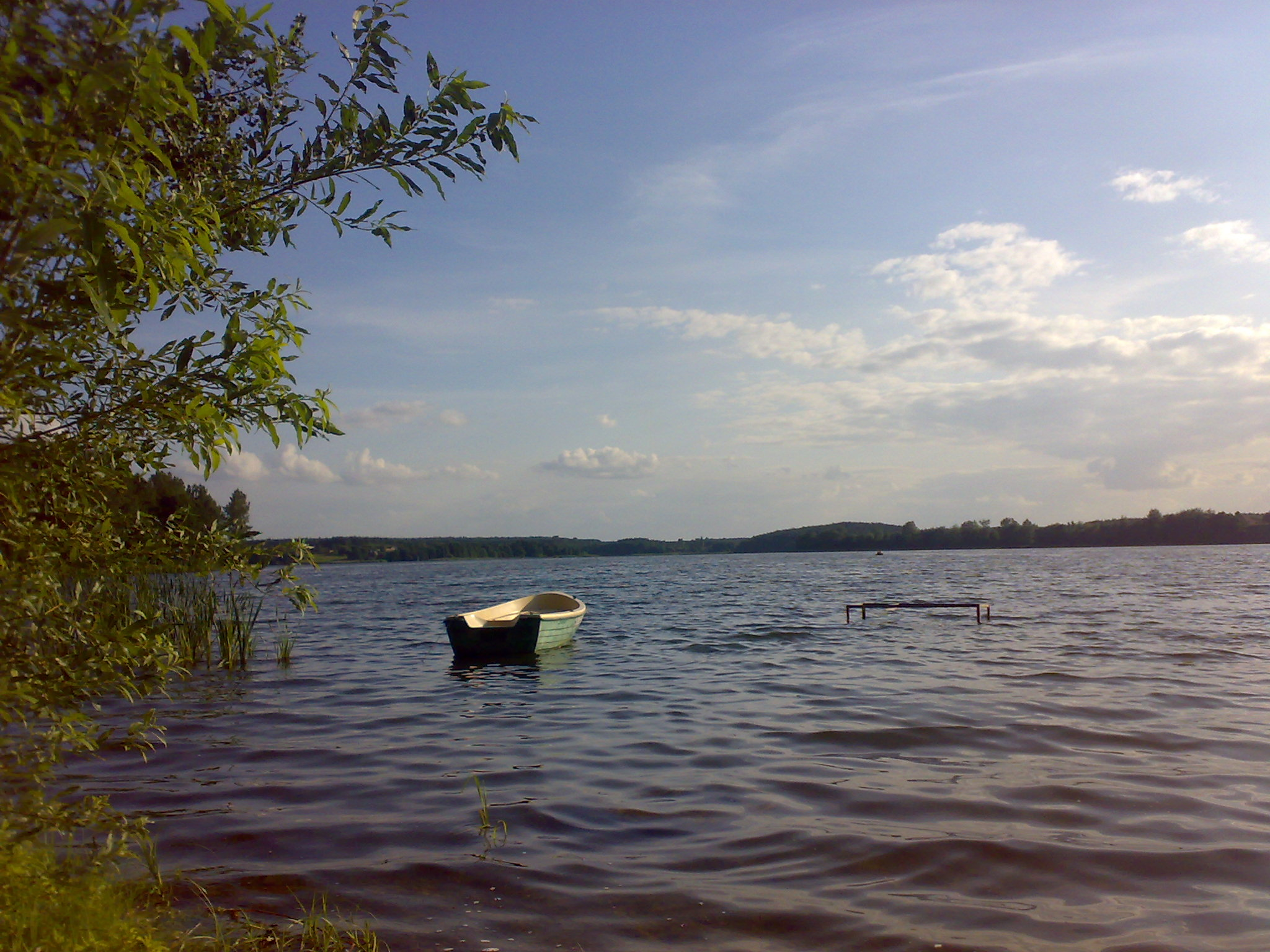
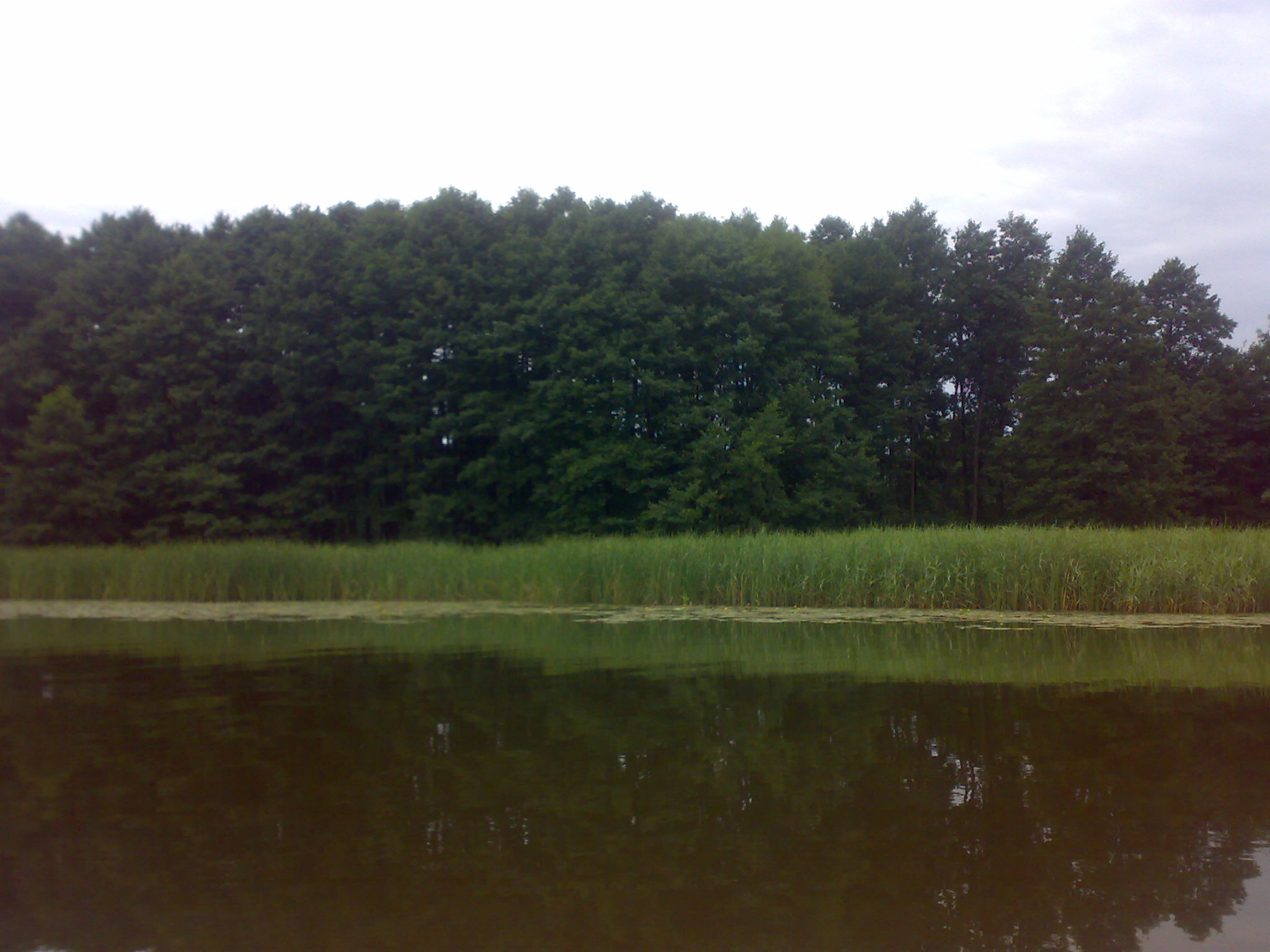